# مال ورد
مال ورد یک روستا در ایران است که در دهستان کوری واقع شده‌است.